# Dinarobina gravis
Dinarobina gravis är en skalbaggsart som beskrevs av Gilbert John Arrow 1919. Dinarobina gravis ingår i släktet Dinarobina och familjen Melolonthidae. Inga underarter finns listade i Catalogue of Life.